# Dragan Žarković
Dragan Žarković (in serbo Драган Жapкoвић?; Belgrado, 16 aprile 1986) è un ex calciatore serbo, di ruolo difensore.

## Palmarès

### Club

#### Competizioni nazionali
- Prva Liga Srbija: 1

BSK Borča: 2008-2009